# Jane Baxter
Jane Baxter (* 9. September 1909 in Bremen; † 13. September 1996 in London; eigentlich Feodora Kathleen Alice Forde) war eine britische Schauspielerin. Im Laufe ihrer über fünfzigjährigen Karriere spielte sie in zahlreichen Filmen und Theaterstücken.

## Leben
Jane Baxter verbrachte ihre frühe Jugend in Deutschland – Ihre Mutter war Deutsche, ihr Vater Ire. Als sie sechs Jahre alt war, zog die Familie nach England. Baxter besuchte dort die Italia Conti Academy und debütierte 1925 als Straßenkind in dem Musical Love’s Prisoner. 1928 spielte sie ihre erste Hauptrolle in A Damsel in Distress, einer von Ian Hay adaptierten Bühnenfassung von P. G. Wodehouses Roman Die liebe Not mit jungen Damen.
Zwei Jahre später spielte sie in Bed and Breakfast ihre erste Filmrolle. 1934 drehte sie mit Richard Tauber Dein ist mein Herz (Blossom Time). Durch diesen Film wurde Hollywood auf Jane Baxter aufmerksam und sie drehte dort We Live Again (1934) und Enchanted April (1935). Nach diesen beiden Filmen kehrte sie nach England zurück und wirkte in mehreren britischen Filmen mit. Anfang der 1940er Jahre beendete Baxter ihre Filmkarriere und konzentrierte sich auf Theaterrollen. 1952 spielte sie die Hauptrolle in der Premiere der Bühnenfassung von Bei Anruf Mord. Bis 1972 trat Jane Baxter in Theaterstücken in London und New York auf. Ihren letzten öffentlichen Auftritt hatte sie 1992 in der Fernsehdokumentation Missing Believed Lost, die sich mit vermeintlich verschollenen Filmen befasste.

## Filmografie (Auswahl)
- 1930: Bed and Breakfast
- 1931: Down River
- 1933: The Constant Nymph
- 1933: Wives Beware
- 1934: Dein ist mein Herz (Blossom Time)
- 1934: We Live Again
- 1935: Enchanted April
- 1935: The Clairvoyant
- 1935: The Night of the Party
- 1935: Drake of England
- 1935: Line Engaged
- 1936: Dusty Ermine
- 1936: Der Mann, der die Welt verändern wollte (The Man Who Could Work Miracles)
- 1938: The Ware Case
- 1940: Chinese Bungalow
- 1941: Ships with Wings
- 1943: The Flemish Farm